# 七叶赤瓟
七叶赤瓟（学名：Thladiantha maculata var. heptadactyla）是葫芦科赤瓟属斑赤瓟的变种，是中国的特有植物。分布在中国大陆的云南、贵州等地，生长于海拔1,400米的地区，多生在杂木林中。

## 别名
山土瓜（云南）